# 春光灿烂猪八戒
《春光灿烂猪八戒》是一部2000年的中国古装神话剧，由徐峥、陶虹分别担纲男女主角。是猪八戒系列电视剧的第一部（第二部是《福星高照猪八戒》，第三部是《喜气洋洋猪八戒》）。

## 简介
一只小猪在机缘巧合下变成了人，但被太白金星定下做人的八大戒条，故得名猪八戒，从此开始他传奇的故事。猪八戒与小龙女的爱情纠葛，与嫦娥、孙悟空的种种，一只不平凡的小猪，究竟会经历了什么……
本剧38集，共分4个单元，分别是：
1. 八大戒
2. 天崩地裂爱死你
3. 三戏孙悟空
4. 惊天动地抢新娘

## 演员表
- 徐崢饰猪八戒、朱逢春
- 陶虹饰小龙女
- 刘小锋饰吴刚
- 孙兴饰太白金星（成人）
- 陈红饰嫦娥
- 翁虹饰苗妙妙（朱苗氏）、猫妖
- 李立群饰东海龙王
- 金巧巧饰龙二公主（二龙女）
- 王伯昭饰玉皇大帝
- 戴春荣饰王母娘娘
- 屈中恒饰孙悟空
- 寇占文饰后羿、二牛

## 主创
- 出品人：唐源涛、范小天
- 总导演：范小天
- 编剧：天空创作室
- 导演：梦继、叶崇铭
- 摄影：萧碧村
- 道具：刘京平

## 其它
两位男女主角徐峥、陶虹也因本剧结缘，于2003年初结婚，成为演艺圈的一段佳话。陶虹于2008年12月30日下午产下一女。

## 相关作品

### 续篇
- 福星高照猪八戒
- 喜气洋洋猪八戒

### 重制
- 欢乐元帅
- 春光灿烂猪九妹